# 坎廷帕洛斯
坎廷帕洛斯，是西班牙卡斯蒂利亚-莱昂塞戈维亚省的一个市镇。 总面积26平方公里，总人口1284人（2001年），人口密度49人/平方公里。